# Rockstar San Diego
Rockstar San Diego Inc. (dříve Angel Studios Inc.) je americké vývojářské studio Rockstar Games, které sídlí v Carlsbadu v Kalifornii. Bylo založeno v lednu 1984 kolumbijským podnikatelem Diegem Angelem pod názvem Angel Studios. Před založením společnosti studoval film na Columbia College Chicago, kde si velmi oblíbil počítačovou animaci. Studio pracovalo na animaci a vizuálních efektech různých multimediálních projektů, jako jsou reklamy, filmy a videoklipy. Do jejich významné tvorby patří film Trávníkář a videoklip k písni „Kiss That Frog“ od Petera Gabriela.
Angel Studios začalo ve videoherním průmyslu pracovat v 90. let 20. století, během kterých vytvořili cutscény pro hry Ecco: The Tides of Time (1994) a Mr. Bones (1996) od Eda Annunziata. Své vlastní hry vyvinuly ve spolupráci se společností Nintendo (Major League Baseball Featuring Ken Griffey Jr. a Ken Griffey Jr.'s Slugfest) a Microsoft (Midtown Madness a Midtown Madness 2); mimo jiné pracovali také na portu hry Resident Evil 2 společnosti Capcom pro konzoli Nintendo 64. Rockstar Games bylo ohromeno prací studia na hře Midtown Madness a v roce 1999 mu nabídlo dlouhodobé partnerství, jež vedlo k vytvoření herních sérií Midnight Club a Smuggler's Run V listopadu 2002 odkoupila Angel Studios firma Take-Two Interactive, mateřská společnost Rockstar Games. Studio bylo následně přejmenováno na Rockstar San Diego. Diego Angel se v květnu 2005 rozhodl ze studia odejít a vrátit se do Kolumbie.
Rockstar San Diego vyvíjí od roku 2004 vlastní proprietární herní engine zvaný Rockstar Advanced Game Engine, který je používán ve většině her vydavatele Rockstar Games. Studio vedlo vývoj dalších dílů ze série Midnight Club a her Red Dead Revolver (2004) a Red Dead Redemption (2010) s rozšířením Undead Nightmare. Spolupracovalo také s dalšími studii Rockstar Games na hrách Max Payne 3 (2012), Grand Theft Auto V (2013) a Red Dead Redemption 2 (2018).

## Vyvinuté hry

### Jako Angel Studios
| Rok  | Název                                           | Platformy                     | Vydavatel         | Poznámky                                               | Zdroje |
| ---- | ----------------------------------------------- | ----------------------------- | ----------------- | ------------------------------------------------------ | ------ |
| 1994 | Ecco: The Tides of Time                         | Sega CD                       | Sega              | Pomáhalo společnosti Novotrade International s vývojem | [ 9 ]  |
| 1996 | Mr. Bones                                       | Sega Saturn                   | Sega              | Pomáhalo společnosti Zono s vývojem                    | [ 9 ]  |
| 1998 | Major League Baseball Featuring Ken Griffey Jr. | Nintendo 64                   | Nintendo          |                                                        | [ 11 ] |
| 1998 | Virtual Jungle Cruise                           | —                             | —                 | Výstava v tematickém parku v DisneyQuestu              | [ 29 ] |
| 1999 | Savage Quest                                    | Arcade                        | Interactive Light |                                                        | [ 30 ] |
| 1999 | Midtown Madness                                 | Microsoft Windows             | Microsoft         |                                                        | [ 31 ] |
| 1999 | Ken Griffey Jr.'s Slugfest                      | Nintendo 64                   | Nintendo          |                                                        | [ 11 ] |
| 1999 | Resident Evil 2                                 | Nintendo 64                   | Capcom            | Pouze portován; hra vyvinutá společností Capcom        | [ 14 ] |
| 2000 | Sky Pirates VR                                  | —                             | —                 | Výstava v tematickém parku v GameWorks                 | [ 32 ] |
| 2000 | Midtown Madness 2                               | Microsoft Windows             | Microsoft         |                                                        | [ 13 ] |
| 2000 | Midnight Club: Street Racing                    | PlayStation 2                 | Rockstar Games    |                                                        | [ 33 ] |
| 2000 | Smuggler's Run                                  | PlayStation 2                 | Rockstar Games    |                                                        | [ 33 ] |
| 2001 | Test Drive: Off-Road Wide Open                  | PlayStation 2, Xbox           | Infogrames        |                                                        | [ 34 ] |
| 2001 | Smuggler's Run 2                                | PlayStation 2                 | Rockstar Games    |                                                        | [ 35 ] |
| 2001 | Transworld Surf                                 | GameCube, PlayStation 2, Xbox | Infogrames        |                                                        | [ 19 ] |
| 2002 | Smuggler's Run: Warzones                        | GameCube                      | Rockstar Games    |                                                        | [ 35 ] |

### Jako Rockstar San Diego
| Rok  | Název                                | Platformy                                                                                           | Vydavatel      | Poznámky                                        | Zdroje        |
| ---- | ------------------------------------ | --------------------------------------------------------------------------------------------------- | -------------- | ----------------------------------------------- | ------------- |
| 2003 | Midnight Club II                     | Microsoft Windows, PlayStation 2, Xbox                                                              | Rockstar Games |                                                 | [ 36 ]        |
| 2003 | SpyHunter 2                          | PlayStation 2, Xbox                                                                                 | Midway Games   |                                                 | [ 37 ]        |
| 2004 | Red Dead Revolver                    | PlayStation 2, Xbox                                                                                 | Rockstar Games |                                                 | [ 22 ]        |
| 2005 | Midnight Club 3: Dub Edition         | PlayStation 2, PlayStation Portable, Xbox                                                           | Rockstar Games |                                                 | [ 38 ]        |
| 2006 | Midnight Club 3: Dub Edition Remix   | PlayStation 2, Xbox                                                                                 | Rockstar Games |                                                 | [ 39 ]        |
| 2006 | Rockstar Games Presents Table Tennis | Wii, Xbox 360                                                                                       | Rockstar Games |                                                 | [ 40 ]        |
| 2008 | Midnight Club: Los Angeles           | PlayStation 3, Xbox 360                                                                             | Rockstar Games |                                                 | [ 21 ]        |
| 2010 | Red Dead Redemption                  | PlayStation 3, Xbox 360                                                                             | Rockstar Games | Vyvinulo také rozšíření Undead Nightmare (2010) | [ 23 ] [ 24 ] |
| 2011 | L.A. Noire                           | Microsoft Windows, Nintendo Switch, PlayStation 3, PlayStation 4, Xbox 360, Xbox One                | Rockstar Games | Pomáhalo společnosti Team Bondi s vývojem       | [ 25 ]        |
| 2012 | Max Payne 3                          | macOS, Microsoft Windows, PlayStation 3, Xbox 360                                                   | Rockstar Games | Vyvinuto jako součást Rockstar Studios          | [ 26 ]        |
| 2013 | Grand Theft Auto V                   | Microsoft Windows, PlayStation 3, PlayStation 4, PlayStation 5, Xbox 360, Xbox One, Xbox Series X/S | Rockstar Games | Pomáhalo společnosti Rockstar North s vývojem   | [ 27 ]        |
| 2018 | Red Dead Redemption 2                | Microsoft Windows, PlayStation 4, Stadia, Xbox One                                                  | Rockstar Games | Vyvinuto jako součást Rockstar Studios          | [ 28 ]        |

### Zrušené
- Ground Effect[41]
- Buggie Boogie[42]
- XGirl[43]
- Oni 2: Death & Taxes[44]
- Agent[pozn. 2][19]